# Дежуціу
Дежуціу (рум. Dejuțiu) — село у повіті Харгіта в Румунії. Входить до складу комуни Муджень.
Село розташоване на відстані 214 км на північ від Бухареста, 50 км на захід від М'єркуря-Чука, 133 км на південний схід від Клуж-Напоки, 74 км на північний захід від Брашова.

## Населення
За даними перепису населення 2002 року у селі проживали 200 осіб, усі — угорці. Усі жителі села рідною мовою назвали угорську.